# 翅柄雙蓋蕨
翅柄雙蓋蕨（学名：Diplazium incomptum）为蹄蓋蕨科雙蓋蕨屬下的一个种。

## 扩展阅读
- 維基物種上的相關：翅柄雙蓋蕨